# Kvalitetsteknik
Kvalitetsteknik är en samlingsbeteckning på de verktyg, metoder och teorier som handlar om hur varu- och tjänsteproducerande organisationer skall kunna nå en hög kvalitet på sina produkter och processer.

## Kvalitetsteknikens historiska utveckling
Den moderna kvalitetstekniken tog sin början med den så kallade Taylorismen (efter upphovsmannen Frederick Winslow Taylor, 1856-1917), som handlade om hur industrin skulle kunna öka sin produktivitet genom tidsstudier, kontroll och nedbrytning av varje arbetsmoment i små beståndsdelar. Den bakomliggande teorin sammanfattas i boken "Scientific Management" (Taylor, 1911). Taylorismen anses idag förlegad genom sin auktoritära människouppfattning, men bildar ändå en första hörnsten i den moderna kvalitetstekniken.
Teorin för kvalitetsstyrning (quality control) av produkter (då främst varor) utvecklades sedan vidare av bland annat Walter Shewhart, Edwards Deming och Genichi Taguchi. Dessa utvecklade framförallt det statistiska metodpaket som ända sedan dess ansetts utgöra kvalitetsteknikens vetenskapliga kärna. Bland annat utvecklades metoder för statistisk acceptanskontroll av produkter, statistisk processkontroll och försöksplanering. Genom dessa metoder lärde sig många industriföretag tidigt hur man kunde bygga in kvalitet i produkter redan genom att noga kontrollera och övervaka sina tillverkningsprocesser. Dessutom lärde man sig hur man kunde reducera sina försöksplaner och ändå erhålla nödvändig information. På detta sätt kunde man minska kostnaderna för provtagning och kassationer, kassering av dåliga exemplar. Shewhart introducerade det första viktiga kvalitetstekniska verktyget, styrdiagrammet, redan 1924 genom ett internt PM på Western Electric.
Trots att kvalitetstekniska verktyg börjat användas i Västeuropa och USA innan och under andra världskriget så fick metoderna sitt egentliga genombrott som en viktig del i den japanska industrins uppbyggnad efter kriget. Japanska produkter ansågs vid denna tid ofta hålla en undermålig kvalitet. Genom ett intensivt arbete med kvalitetstekniska metoder, samt ett helgjutet engagemang hos många japanska företagsledare under decennierna efter kriget nådde landet på 1970-talet den världsledande ställning inom kvalitetsområdet där man hör hemma ännu idag. Många amerikanska vetenskapsmän, inte minst Deming, har en viktig del i det så kallade japanska undret, genom undervisning av ingenjörer och kvalitetstekniker samt effektiv opinionsbildning bland japanska företagsledare.
Under 1980-talet vaknade åter intresset för kvalitet som konkurrensmedel i USA och Västeuropa och detta blev början på en intensiv fokusering på de kvalitetstekniska verktygen och även på ledarskapets betydelse för ett företags kvalitetsutveckling. Följden av detta blev olika program och kampanjer med kvalitetstema. Mest känd är kanske Motorolas Japaninfluerade Sex Sigma-program, som sedan spridit sig till många företag inom inte minst telekommunikations- och bilindustri. Även inom den offentliga sektorn, med framförallt tjänsteproducerande verksamhet, har man kunnat iaktta ett starkt ökat intresse för kvalitetsfrågor och metoder för kvalitetsutveckling. Detta är kopplat till en ökad fokusering på kundbegrepp och kunders behov inom de offentliga verksamheterna.
Förutom en starkare insikt om ledarskapets betydelse för kvalitetsförbättringar har man de senaste decennierna inom industrin också märkt en ökad fokusering på tillförlitlighetstekniska metoder. Många industriföretag har insett att man måste flytta fokus från produktionsprocessen till utvecklings- och konstruktionsprocessen för att verkligen nå framgång inom kvalitetsområdet. Inte minst gäller detta vid det mycket komplexa utvecklingsarbetet med nya mjukvaruprodukter.

## Ledningssystem för kvalitet

### Bilindustrin
Inom automotive har den vanliga standarden för ledningssystem i Sverige och Nordamerika varit QS9000 och andra länder har haft separata standarder, till exempel Tyskland har haft VDA.
Under början på 2000-talet har dock QS9000 och nationella standarder börjat ersättas av den gemensamma standarden TS16949.
Den stora skillnaden mellan QS9000 och TS16949 är att den senare är mer processorienterad och fokuserar mer på kompetens och resultat istället för skrivna rutiner.

## Vanliga verktyg

### Manualer iQS9000ochTS16949
- SPC – statistisk processtyrning
- MSA – mätsystemsanalys
- PPAP – produktgodkännande
- APQP – i förväg planerad kvalitetssäkring
- FMEA – feleffektsanalys

### Vanliga metoder
- Fiskbensdiagram - även kallat Ishikawa-diagram efter dess skapare Kaoru Ishikawa
- Rotfelsanalys
- Processdefinition
- 5 x Varför?

### Vanliga problemlösningsscheman
- PDCA - Plan, Do, Check, Act - ett klassiskt schema inom kvalitetstekniken
- DMAIC - En vanlig metod inom Six sigma-metodiken DMAIC förklarad

### Vanliga statistiska metoder
- Regressionsanalys - finna samband mellan variabler och utfall
- Statistisk processtyrning - styra och övervaka processer
- Kapabilitetsindex - är processen duglig? Cpk förklarat
- Hypotesprövning - är den genomförda förändringen verkligen till det bättre eller kan det lika gärna vara slumpen?
- DOE - Planerade systematiska försök med flera faktorer

## Angränsande kunskapsområden
- Mätteknik - Är detaljen godkänd? Är mätdata pålitliga?
- Konstruktionsteknik - Man bör konstruera in kvalitet redan på ritbordet
- Metallografi - Är materialegenskaperna de rätta?
- Mätsystemsanalys - Är mätsystemet pålitligt?
- Mätosäkerhet - Är mätdonet pålitligt?